# Renske Taminiau
Renske Taminiau (Nijmegen, 1 augustus 1979) is een Nederlandse zangeres.  Ze speelde onder meer op het North Sea Jazz Festival.

## Opleiding
Taminiau onderbrak in 2001 haar studies geneeskunde om te gaan studeren aan het conservatorium van Amsterdam, waar ze de richting jazz volgde. Ze studeerde af in 2007.

## Discografie

### Albums
- Waiting To Be Told (2008)
- Move Me (2011)
- Move Me More (2012)

### EP
- Lotus (2011), met Perquisite, soundtrack Lotus (film)

## Televisie
- 2003 - F.C. De Kampioenen - Joke, de hippie (afl. Vrolijke vrienden)

## Trivia
Renske Taminiau is een achternicht van modeontwerper Jan Taminiau.